# Шатне (Изер)
Шатне (фр. Châtenay) — коммуна во Франции, находится в регионе Рона — Альпы. Департамент коммуны — Изер. Входит в состав кантона Руабон. Округ коммуны — Гренобль.
Код INSEE коммуны — 38093. Население коммуны на 1999 год составляло 303 человека. Населённый пункт находится на высоте от 324 до 548 метров над уровнем моря. Муниципалитет расположен на расстоянии около 450 км юго-восточнее Парижа, 60 км юго-восточнее Лиона, 45 км западнее Гренобля. Мэр коммуны — M. Pierre Tortosa, мандат действует на протяжении 2008—? гг.
Динамика населения (INSEE):